# أرجي (آن)
أرجي (بالفرنسية: Argis) هي بلدية فرنسية تقع في إقليم آن في فرنسا. رمز إنسي لها هو:1017. أما الرمز البريدي لها فهو: 1230.

## معرض صور

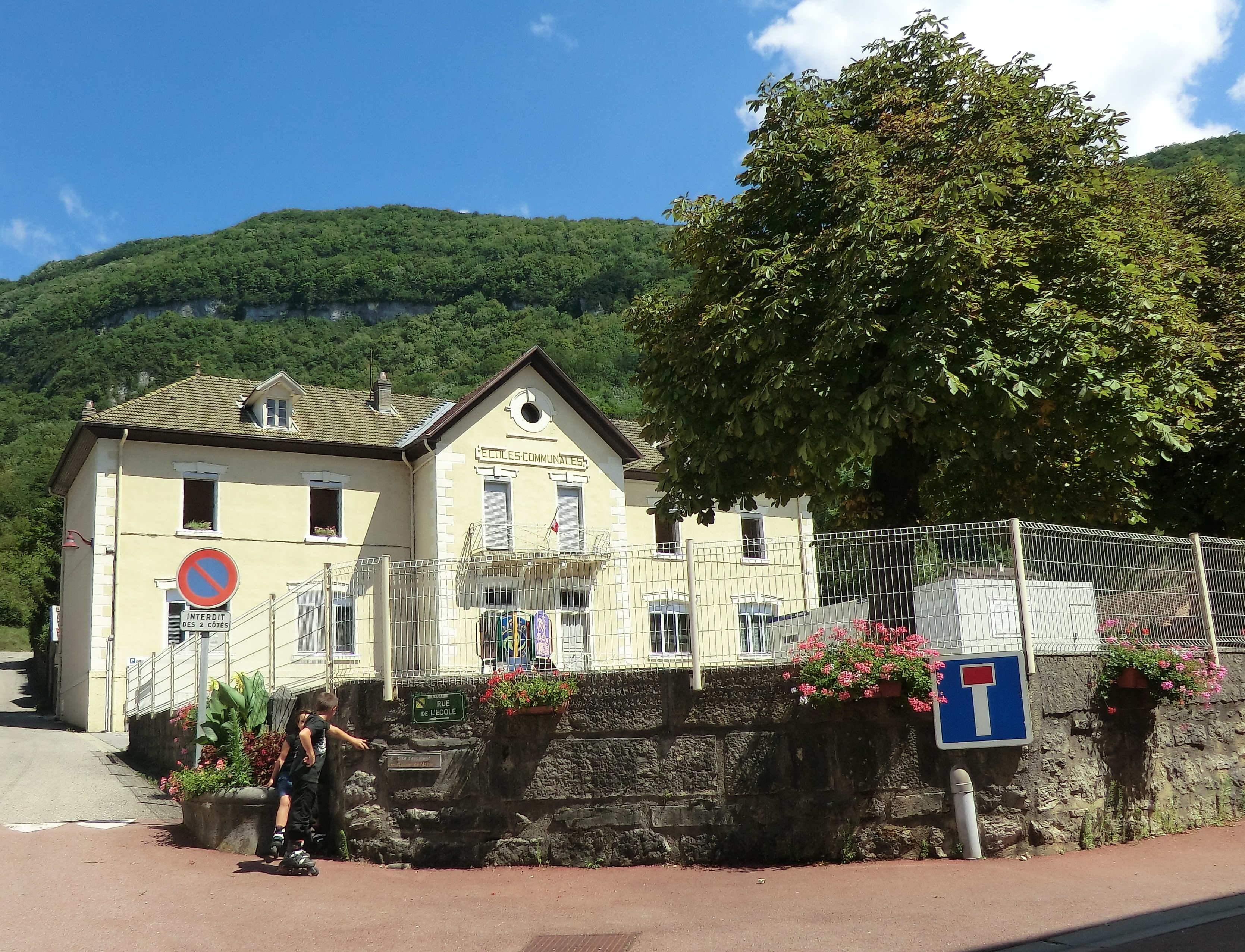
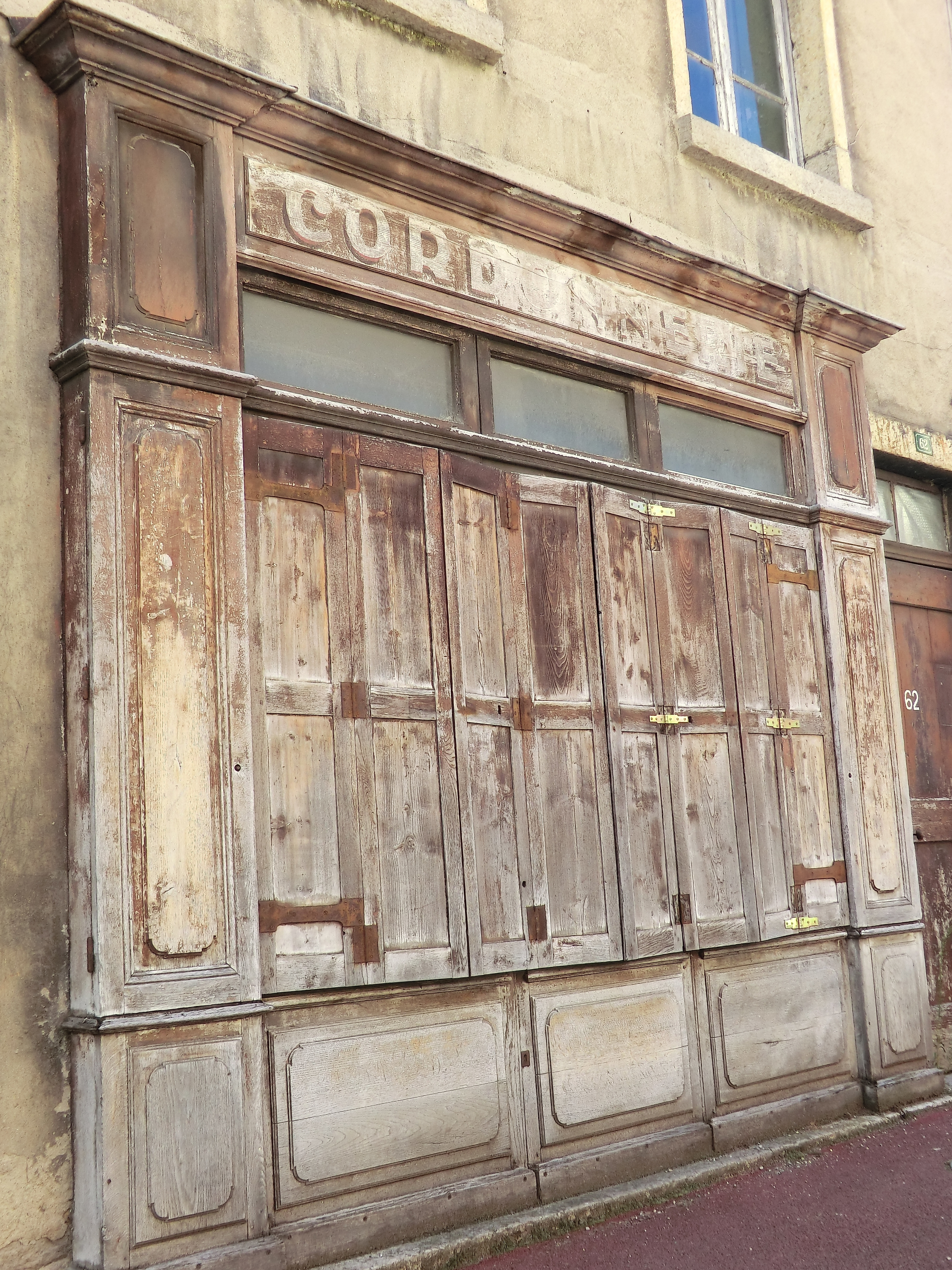
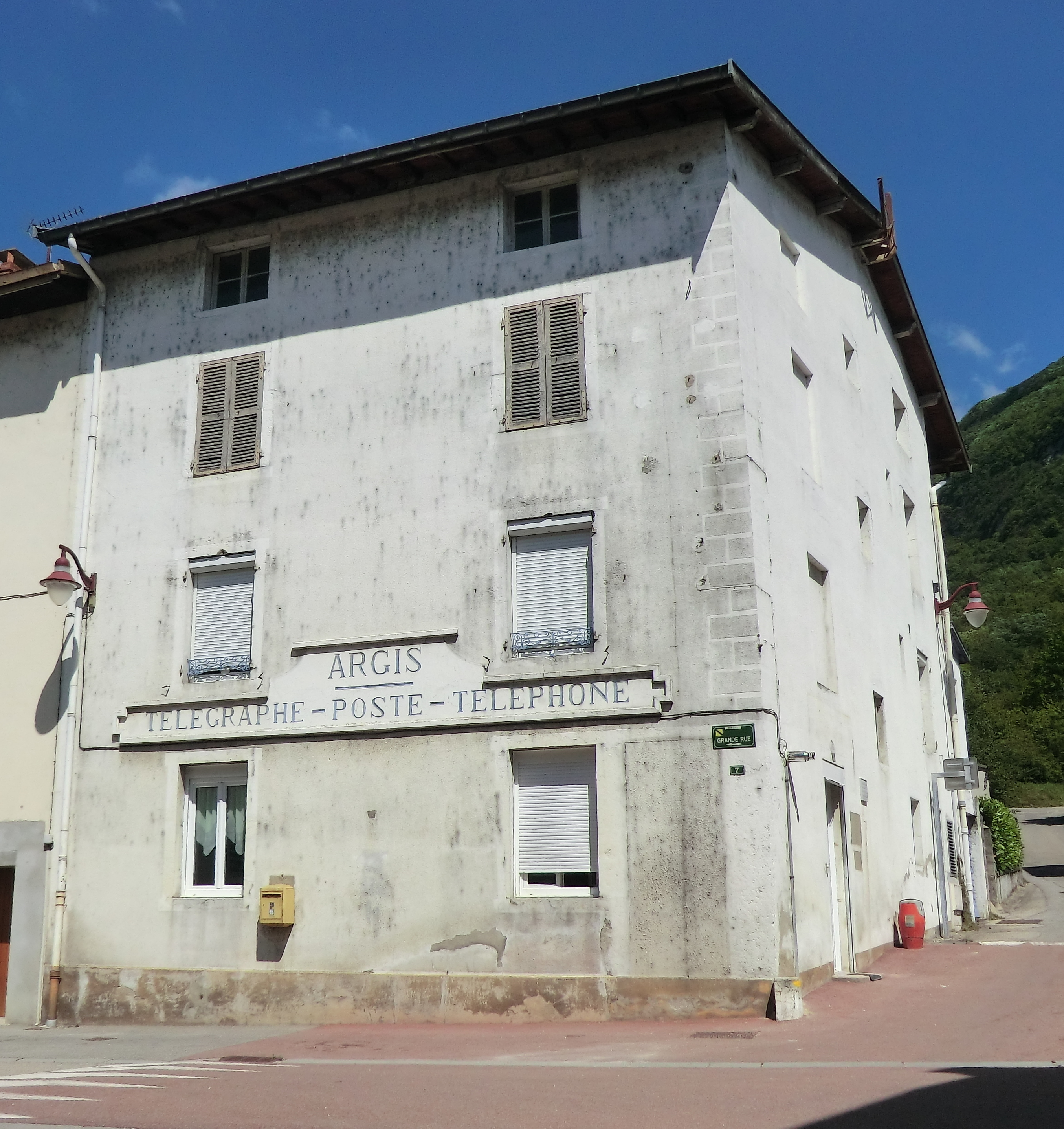
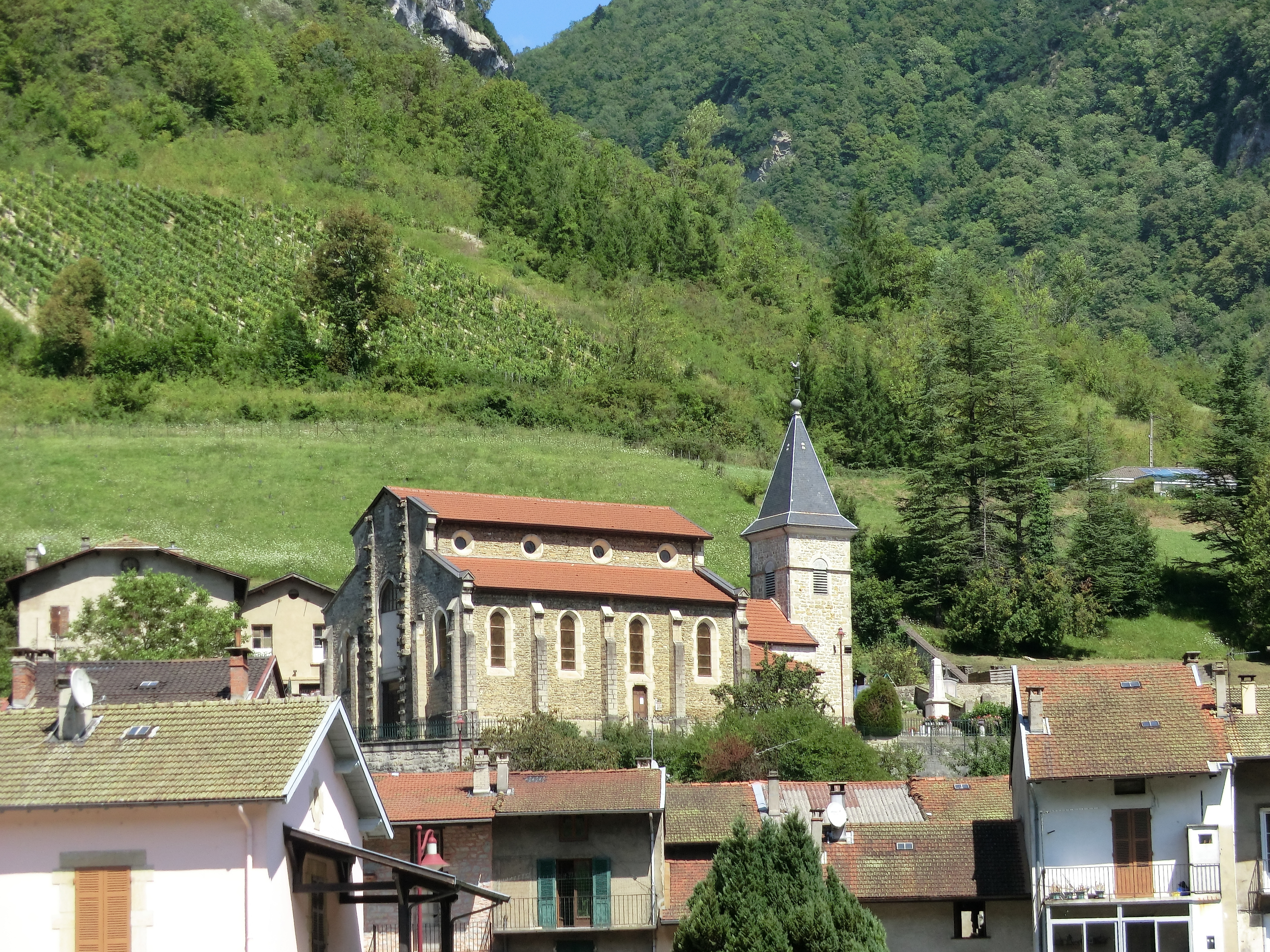
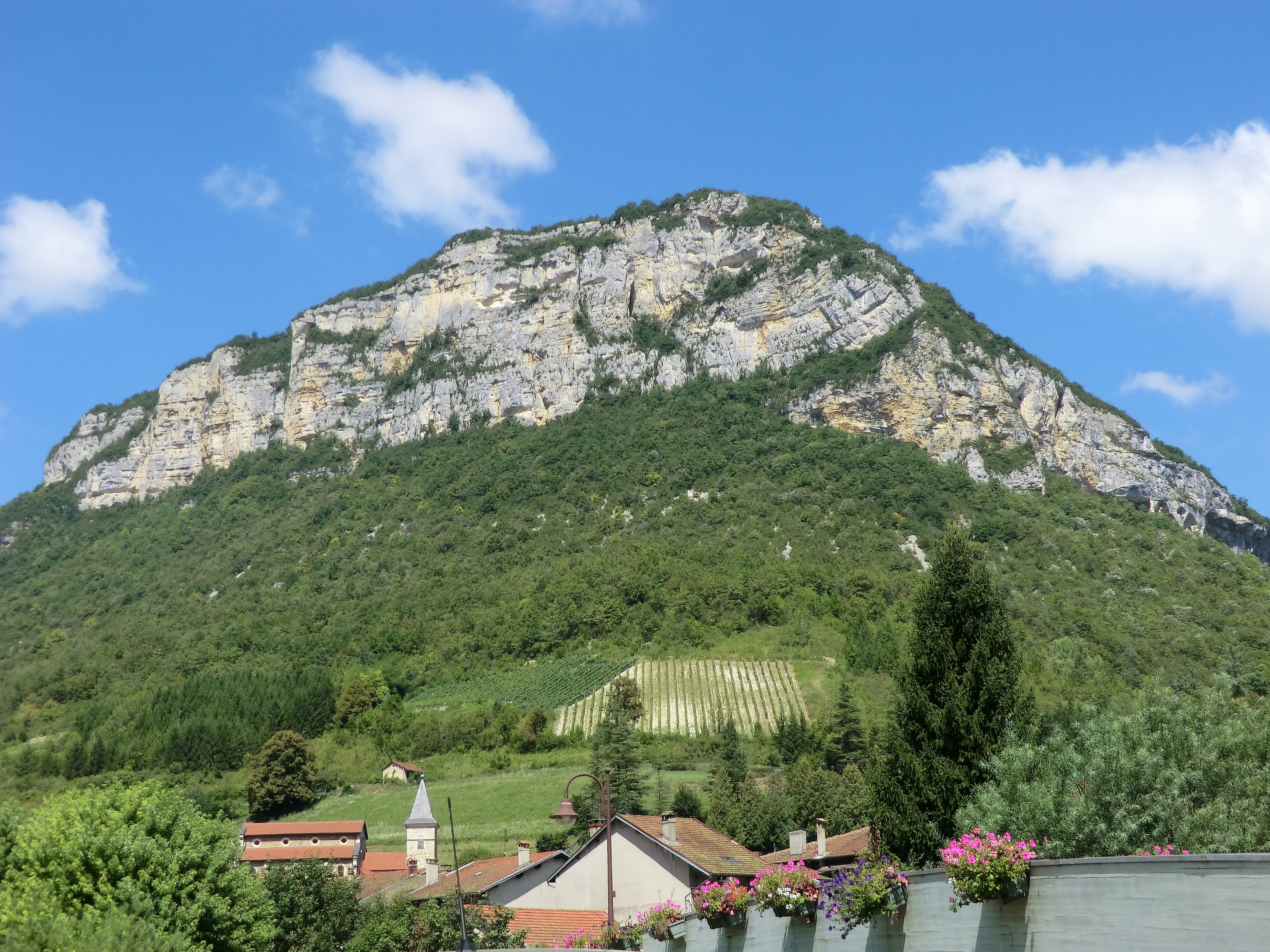